# Liste de jeux de tactique au tour par tour
La liste de jeux de tactique au tour par tour répertorie des jeux vidéo de tactique au tour par tour. Ce terme désigne un genre de jeu de stratégie considéré comme un sous-genre des jeux de stratégie au tour par tour. Alors que ces derniers se caractérisent notamment par des éléments de gestion des ressources, que le joueur doit utiliser de manière optimale, les jeux de tactique au tour par tour mettent de côté cet aspect pour se concentrer uniquement sur les combats. Ainsi, si les jeux de stratégie au tour par tour incluent des éléments de stratégie et de tactique, les jeux de tactique au tour par tour se focalisent uniquement sur la tactique et sur la manière d’accomplir un objectif, avec un nombre prédéfini d’unités. Ils se caractérisent généralement par des mécanismes de combats plus riches qui mettent notamment l’accent sur le positionnement des unités,. Les jeux de tactique au tour se distinguent également des wargames au tour par tour. Contrairement à ces derniers, ils ne cherchent pas forcément à simuler un conflit armé en s’appuyant sur la réalité historique, ou sur une alternative concevable de la réalité historique. Ils ne visent donc pas à être réalistes et ont souvent pour thème la science-fiction.

## Liste
| Année | Titre                                  | Développeur                   | Éditeur                          | Thème                    | Plate-forme                                            |
| ----- | -------------------------------------- | ----------------------------- | -------------------------------- | ------------------------ | ------------------------------------------------------ |
| 1984  | Rebelstar Raiders                      | Julian Gollop                 | Red Shift                        | Science-fiction          | ZX Spectrum                                            |
| 1984  | Chaos                                  | Julian Gollop                 | Games Workshop                   | Fantasy                  | ZX Spectrum                                            |
| 1986  | Rebelstar                              | Julian Gollop                 | Firebird                         | Science-fiction          | ZX Spectrum, Amstrad CPC                               |
| 1987  | Breach                                 | Omnitrend Software            | Omnitrend Software               | Science-fiction          | Amiga, Atari ST, IBM PC, Mac                           |
| 1988  | Famicom Wars                           | Intelligent Systems           | Nintendo                         |                          | NES                                                    |
| 1988  | Laser Squad                            | Mythos Games                  | Silverbird Software              | Science-fiction          | Amiga, Amstrad CPC, Atari ST, C64, IBM PC, ZX Spectrum |
| 1988  | Paladin                                | Omnitrend Software            | Omnitrend Software               | Fantasy                  | Amiga, Atari ST, IBM PC                                |
| 1988  | Rebelstar II                           | Mythos Games                  | Silverbird Software              | Science-fiction          | ZX Spectrum                                            |
| 1990  | Breach 2                               | Omnitrend Software            | Omnitrend Software               | Science-fiction          | Amiga, Atari ST, IBM PC                                |
| 1990  | Lords of Chaos                         | Mythos Games                  | Blade Software                   | Fantasy                  | Amiga, Amstrad CPC, Atari ST, C64, ZX Spectrum         |
| 1991  | Battle Isle                            | Blue Byte                     | Blue Byte                        | Science-fiction          | Amiga, IBM PC                                          |
| 1991  | Game Boy Wars                          | Intelligent Systems           | Nintendo                         |                          | Game Boy                                               |
| 1992  | History Line: 1914-1918                | Blue Byte                     | Blue Byte                        | Première Guerre mondiale | Amiga, IBM PC                                          |
| 1992  | Paladin II                             | Omnitrend Software            | Impressions Games                | Fantasy                  | Amiga, Atari ST, IBM PC                                |
| 1994  | Jagged Alliance                        | Madlab Software               | Sir-Tech                         |                          | IBM PC                                                 |
| 1994  | UFO: Enemy Unknown,                    | Mythos Games                  | MicroProse                       | Science-fiction          | Amiga, IBM PC                                          |
| 1995  | X-COM: Terror from the Deep            | MicroProse                    | MicroProse                       | Science-fiction          | PC                                                     |
| 1995  | Battle Isle 2                          | Blue Byte                     | Blue Byte                        | Science-fiction          | PC                                                     |
| 1995  | Jagged Alliance: Deadly Games          | Madlab Software               | Sir-Tech                         |                          | PC                                                     |
| 1997  | Battle Isle 3: Shadow of the Emperor   | Blue Byte                     | Blue Byte                        | Science-fiction          | PC                                                     |
| 1997  | Game Boy Wars Turbo                    | Hudson Soft                   | Hudson Soft                      |                          | Game Boy                                               |
| 1997  | Incubation: Time Is Running Out        | Blue Byte                     | Blue Byte                        | Science-fiction          | PC                                                     |
| 1997  | X-COM: Apocalypse                      | Mythos Games                  | MicroProse                       | Science-fiction          | PC                                                     |
| 1998  | Game Boy Wars 2                        | Hudson Soft                   | Hudson Soft                      |                          | Game Boy Color                                         |
| 1998  | Soldiers at War                        | Random Games                  | Strategic Simulations            | Seconde Guerre mondiale  | PC                                                     |
| 1998  | Super Famicom Wars                     | Intelligent Systems           | Nintendo                         |                          | Super Nintendo                                         |
| 1998  | Warhammer 40,000: Chaos Gate           | Random Games                  | Strategic Simulations            | Science-fiction          | PC                                                     |
| 1999  | Jagged Alliance 2                      | Sir-Tech                      | TalonSoft                        |                          | PC                                                     |
| 1999  | X-COM: First Alien Invasion            | Hasbro Interactive            | Hasbro Interactive               | Science-fiction          | PC                                                     |
| 2000  | Battle Isle: The Andosia War           | Cauldron                      | Blue Byte                        | Science-fiction          | PC                                                     |
| 2000  | Jagged Alliance 2: Unfinished Business | Sir-Tech                      | TalonSoft                        |                          | PC                                                     |
| 2000  | Shadow Watch                           | Red Storm                     | Red Storm                        |                          | PC                                                     |
| 2001  | Advance Wars                           | Intelligent Systems           | Nintendo                         |                          | GBA                                                    |
| 2001  | Game Boy Wars 3                        | Hudson Soft                   | Hudson Soft                      |                          | Game Boy Color                                         |
| 2002  | Laser Squad Nemesis                    | Codo Technologies             | Got Game                         | Science-fiction          | PC                                                     |
| 2003  | Advance Wars 2: Black Hole Rising      | Intelligent Systems           | Nintendo                         |                          | GBA                                                    |
| 2003  | UFO: Aftermath                         | Altar Interactive             |                                  | Science-fiction          | PC                                                     |
| 2004  | Jagged Alliance 2: Wildfire            |                               | Strategy First                   |                          | PC                                                     |
| 2005  | Advance Wars: Dual Strike              | Intelligent Systems           | Nintendo                         |                          | Nintendo DS                                            |
| 2005  | UFO: Aftershock                        | Altar Interactive             |                                  | Science-fiction          | PC                                                     |
| 2007  | UFO: Afterlight                        | Altar Interactive             |                                  | Science-fiction          | PC                                                     |
| 2007  | UFO: Extraterrestrials                 | Chaos Concept                 | Tri Synergy                      | Science-fiction          | PC                                                     |
| 2007  | Warhammer 40,000: Squad Command        | RedLynx                       | THQ                              | Science-fiction          | PSP, Nintendo DS                                       |
| 2008  | Advance Wars: Dark Conflict            | Intelligent Systems           | Nintendo                         |                          | Nintendo DS, Nintendo 3DS                              |
| 2012  | XCOM: Enemy Unknown                    | Firaxis Games                 | 2K Games                         | Science-fiction          | PC, PlayStation 3, Xbox 360                            |
| 2012  | Jagged Alliance: Back in Action        | bitComposer                   | Kalypso Media                    |                          | PC                                                     |
| 2014  | Xenonauts                              | Goldhawk Interactive          | Goldhawk Interactive             | Science-fiction          | PC                                                     |
| 2015  | Hard West                              | CreativeForge Games           | Gambitious Digital Entertainment | Western                  | PC, Nintendo Switch                                    |
| 2016  | XCOM 2                                 | Firaxis Games                 | 2K Games                         | Science-fiction          | PC, PS4, Xbox One                                      |
| 2018  | Phantom Doctrine                       | Creative Forge Games          | Good Shepherd Entertainment      | Guerre froide            | PC, PS4, Xbox One                                      |
| 2018  | Into the Breach                        | Subset Games                  | Subset Games                     | Science-fiction          | PC, Nintendo Switch, Stadia                            |
| 2018  | Mutant Year Zero: Road to Eden         | The Bearded Ladies Consulting | Funcom                           | Science-fiction          | PC, PS4                                                |
| 2020  | Gears Tactics                          | Splash Damage, The Coalition  | Xbox Game Studios                | Science-fiction          | PC, Xbox One, Xbox Series                              |
| 2023  | The Lamplighters League                | Harebrained Schemes           | Paradox Interactive              | 1930                     | PC                                                     |